# Talk Talk
Talk Talk — британская рок-группа, существовавшая с 1981 по 1991 год, образованная Марком Холлисом (вокал, гитара, клавишные), Ли Харрисом (ударные) и Полом Уэббом (бас). Группа добилась широкой известности своими ранними синти-поп синглами, среди которых наиболее успешными были «Talk Talk», «It’s My Life» и «Such a Shame». Однако среди музыкальных критиков она добилась ещё большего признания своими экспериментальными альбомами более позднего периода творчества середины 80-х, которые считаются предшественниками жанра пост-рок. На этих альбомах группа углубилась в эксперименты с джазом и импровизациями. Talk Talk добились большого успеха в Европе и Великобритании с синглами «Life’s What You Make It» (1985) и «Living in Another World» (1986); в 1988 году они выпустили свой четвёртый альбом Spirit of Eden, получивший положительные отзывы, но коммерчески признанный провалом.
Разногласия с лейблом группы, EMI, в итоге привели к судебному иску, за которым последовал встречный иск. После этого Уэбб покидает группу, и Talk Talk переходят на Polydor для записи своего последнего студийного альбома Laughing Stock 1991 года, вскоре после этого группа распалась. Певец Марк Холлис выпустил один сольный альбом в 1998 году, прежде чем уйти из музыкальной индустрии; он умер в 2019 году.

## История

### 1981—1983: Первые годы
В детстве Марк Холлис хотел быть детским психологом, но передумал и бросил университет в 1975 году. В том же году он переезжает в Лондон, основав группу под названием The Reaction. Группа существовала три года, и после выпуска первого сингла распалась. Позже Марк познакомился с музыкантами Полом Уэббом, Ли Харрисом, и Саймоном Бреннером. В 1981 году Холлис основал Talk Talk. После того, как брат Холлиса Эд опубликовал первые демозаписи команды, лейбл Island Records всерьез заинтересовался коллективом, определив их на лейбл EMI, который с удовольствием принял команду к себе, после того как, группа выступила на шоу Дэвида Дженсона In Concert.
Первоначально Talk Talk был квартетом в составе: Марк Холлис (вокал/гитара), Саймон Бреннер (клавишные), Ли Харрис (ударные) и Пол Уэбб (бас-гитара). Они были связаны с направлением нью-вейв; а точнее, в первые годы существования группы, её часто сравнивали с Duran Duran и причисляли к «новым романтикам». Вдобавок к похожему названию группы, состоящему из повторяющегося слова, у них было общее музыкальное направление, вдохновлённое Roxy Music, а также один и тот же лейбл и продюсер (Колин Тёрстон). Группа также выступала на разогреве у Duran Duran в туре в конце 1981 года.
Группа выпустила свой первый сингл «Mirror Man» на EMI в феврале 1982 года. Он не имел большого успеха, но вскоре за ним последовал одноимённый сингл «Talk Talk» в апреле 1982 года (перезапись единственного трека первой группы Холлиса The Reaction), который достиг 52-го места в чартах Великобритании. В июле выходит дебютный альбом The Party's Over, полностью выдержанный в стиле синти-поп и соответствовавший моде того времени. Настроение альбома было также пронизано новым романтизмом. The Party’s Over был спродюсирован Колином Тёрстоном, который в то время являлся штатным продюсером Duran Duran, но был выбран Холлисом из-за его работы на альбоме «Heroes» Дэвида Боуи. Позднее синглами так же вышли треки «Today» и переизданный «Talk Talk», последние два были успешны как в Британии, так и в США. Альбом попал на двадцать первое место в UK Albums Chart в Великобритании, в Швеции он занял сорок седьмую строчку, а в Новой Зеландии — восьмую. Критики положительно оценили альбом, также оценив Холлиса как перспективного и выдающегося автора для своего времени. В 1983 году после выхода нового сингла «My Foolish Friend» группу покидает Бреннер.

### 1984—1986: Коммерческий успех
Talk Talk начинают работу над второй пластинкой It’s My Life. Альбом был выпущен в 1984 году вместе с клавишником и продюсером Тимом Фриз-Грином, ставшим четвёртым неофициальным членом группы после ухода Бреннера, он также стал принимать участие в сочинении песен с группой. Хотя Фриз-Грин вносил основной вклад в студийную работу группы, он никогда официально не входил в её состав, не выступал с ней на концертах и отсутствовал в рекламных материалах. Художник Джеймс Марш разработал обложку It’s My Life, взяв за основу название группы. Он придерживался этого стиля и на последующих релизах Talk Talk, в итоге нарисовав обложки для всех альбомов группы. По мнению критиков, It’s My Life, стал классическим произведением своего времени. В альбоме музыка новой волны уступила место более серьёзным структурам. Пластинка заняла 35-ю строчку в британском чарте, а заглавная песня с альбома стала хитом. Однако, альбом и его синглы были в значительной степени проигнорированы в Великобритании, больше сыскав успех в Европе и США, а также в Новой Зеландии. Несмотря на популярность, группа пыталась отдалиться от мейнстрима. Например, в изначальной версии видеоклипа на «It’s My Life» Холлис высмеивал клишейный для музыкальных видео приём пения под фонограмму. Но после недовольства EMI клип пришлось переснять, превратив его, по словам Алана МакГи, в «полную чушь с пением под фонограмму».
Talk Talk решают полностью отказаться от нью-вейв на своём третьем альбоме 1986 года The Colour of Spring Синтезаторы перестали играть важную роль для группы, как это было в The Party’s Over и It’s My Life, они были заменены на живые инструменты, а звук стал более органическим. Особый акцент делался на ударные, свежим решением так же стали аранжировки, сделанные оркестровыми музыкантами. В отличие от своих предшественников, альбом стал более концептуальным, а также веял религиозными мотивами, чего не было замечено в предыдущих работах Talk Talk. Альбом стал их самым большим успехом в Великобритании, попав в топ лучших альбомов отчасти благодаря синглам «Life’s What You Make It» и «Living in Another World», которые также были успешными на международном уровне. Альбом получил золотой статус в Англии, а в Европе ему досталась платина. В чартах альбом ротировался неплохо: в Нидерландах он занял первое место, в других европейских чартах он находился либо в лучшей десятке, либо в двадцатке. В поддержку альбом группа провела тур вместе с большим количеством сессионных музыкантов. С их помощью Talk Talk планировали идеально воссоздать звучание альбома вживую. Наиболее примечательным среди этих концертов было их выступление на джазовом фестивале в Монтрё 11 июля 1986 года, выпущенное на DVD в 2008 году под названием Live at Montreux 1986.

### 1987—1991: Эксперименты
Понадеявшись на повторение такого же успеха, EMI выделила большую сумму денег на запись следующего альбома
, но музыканты не оправдали ожидания компании — сессии проходили почти целый год, а ещё Холлис заявил, что ни синглов, ни масштабного турне в поддержку альбома не будет, объяснив это невозможностью воспроизведения музыки на сцене, да и аранжировки были слишком сложными. Несмотря на положительные отзывы со стороны критиков альбом не повторил успеха первых трех релизов Talk Talk, а EMI отказалась продлевать контракт с группой.
Два самых крупных хита, «It’s My Life» и «Life’s What You Make It», были переизданы в 1990 с выходом сборника Natural History: The Very Best of Talk Talk, и они вновь попали в хит-парады.
Последний альбом Laughing Stock, представлявший собой смесь классической музыки, джаза и эмбиента был издан компанией Verve Records в 1991 году. Вскоре команду покинул Пол Уэбб, вместо него оставшиеся участники нанимали сессионщиков. Позже и остальные участники Talk Talk разошлись. Уэбб и Харрис организовали проект O’rang, а Холлис в 1998 году выпустил свой сольный альбом, год спустя вышел концертный альбом London 86.
Talk Talk повлияли на творчество таких групп и музыкантов как Bark Psychosis, Кэтрин Вил, Radiohead, DJ Shadow, Elbow, Shearwater.

## Состав
- Марк Холлис — вокал, гитара, клавишные (1981—1991; умер в 2019)
- Ли Харрис — ударные (1981—1991)
- Пол Уэбб — бас-гитара (1981—1990)
- Саймон Бреннер — клавишные (1981—1983)

## Дискография
- 1982: The Party’s Over
- 1984: It’s My Life
- 1986: The Colour of Spring
- 1988: Spirit of Eden
- 1991: Laughing Stock